# Lijst van spoorwegstations in het Verenigd Koninkrijk - R
Dit is een lijst van spoorwegstations in het Verenigd Koninkrijk waarvan de naam begint met een R.
| Station                              | Code | Graafschap/ County/ City | District             | Beheerder                       | Passagiers in/uit 2004-2005 (mln) | Passagiers in/uit 2005-2006 (mln) | Passagiers in/uit 2006-2007 (mln) | Passagiers in/uit 2007-2008 (mln) | Passagiers in/uit 2008-2009 (mln) |
| ------------------------------------ | ---- | ------------------------ | -------------------- | ------------------------------- | --------------------------------- | --------------------------------- | --------------------------------- | --------------------------------- | --------------------------------- |
| Radcliffe                            | RDF  | Nottinghamshire          | Rushcliffe           | East Midlands Railway           | 0,01                              | 0,011                             | 0,009                             | 0,013                             | 0,012                             |
| Radlett                              | RDT  | Hertfordshire            | Hertsmere            | Govia Thameslink Railway        | 0,913                             | 0,938                             | 1,011                             | 1,053                             | 1,038                             |
| Radley                               | RAD  | Oxfordshire              | Vale of White Horse  | Great Western Railway           | 0,054                             | 0,058                             | 0,057                             | 0,066                             | 0,075                             |
| Radyr                                | RDR  | Cardiff                  |                      | Transport for Wales             | 0,296                             | 0,315                             | 0,356                             | 0,413                             | 0,45                              |
| Rainford                             | RNF  | Merseyside               | St Helens            | Northern Rail                   | 0,02                              | 0,03                              | 0,03                              | 0,032                             | 0,052                             |
| Rainham (Londen)                     | RNM  | Groot-Londen             | Havering             | c2c                             | 0,739                             | 0,741                             | 1,752                             | 1,706                             | 1,305                             |
| Rainham (Kent)                       | RAI  | Medway                   |                      | Southeastern                    | 1,653                             | 1,689                             | 1,783                             | 1,825                             | 1,82                              |
| Rainhill                             | RNH  | Merseyside               | St Helens            | Northern Rail                   | 0,168                             | 0,179                             | 0,179                             | 0,166                             | 0,447                             |
| Ramsgate                             | RAM  | Kent                     | Thanet               | Southeastern                    | 0,799                             | 0,859                             | 0,937                             | 1,014                             | 1,044                             |
| Ramsgreave and Wilpshire             | RGW  | Lancashire               | Ribble Valley        | Northern Rail                   | 0,048                             | 0,053                             | 0,058                             | 0,066                             | 0,067                             |
| Rannoch                              | RAN  | Perth and Kinross        |                      | ScotRail                        | 0,011                             | 0,011                             | 0,011                             | 0,017                             | 0,015                             |
| Rauceby                              | RAU  | Lincolnshire             | North Kesteven       | East Midlands Railway           | 0                                 | 0                                 | 0,001                             | 0,001                             | 0,002                             |
| Ravenglass for Eskdale               | RAV  | Cumbria                  | Copeland             | Northern Rail                   | 0,017                             | 0,019                             | 0,016                             | 0,028                             | 0,029                             |
| Ravensbourne                         | RVB  | Groot-Londen             | Bromley              | Southeastern                    | 0,132                             | 0,126                             | 0,153                             | 0,177                             | 0,167                             |
| Ravensthorpe                         | RVN  | West Yorkshire           | Kirklees             | Northern Rail                   | 0,012                             | 0,014                             | 0,016                             | 0,016                             | 0,019                             |
| Rawcliffe                            | RWC  | East Riding of Yorkshire |                      | Northern Rail                   | 0,001                             | 0,001                             | 0,001                             | 0                                 | 0                                 |
| Rayleigh                             | RLG  | Essex                    | Rochford             | National Express East Anglia    | 1,903                             | 1,649                             | 0,925                             | 0,93                              | 0,953                             |
| Raynes Park                          | RAY  | Groot-Londen             | Merton               | South West Trains               | 2,359                             | 2,287                             | 4,326                             | 4,244                             | 3,86                              |
| Reading                              | RDG  | Reading                  |                      | Great Western Railway           | 13,297                            | 13,571                            | 14,368                            | 14,549                            | 14,384                            |
| Reading West                         | RDW  | Reading                  |                      | Great Western Railway           | 0,152                             | 0,153                             | 0,148                             | 0,443                             | 0,442                             |
| Rectory Road                         | REC  | Groot-Londen             | Hackney              | National Express East Anglia    | 0,194                             | 0,172                             | 0,279                             | 0,307                             | 0,35                              |
| Redbridge                            | RDB  | Southampton              |                      | South West Trains               | 0,021                             | 0,018                             | 0,016                             | 0,02                              | 0,027                             |
| Redcar Central                       | RCC  | Redcar and Cleveland     |                      | Northern Rail                   | 0,356                             | 0,372                             | 0,395                             | 0,396                             | 0,374                             |
| Redcar East                          | RCE  | Redcar and Cleveland     |                      | Northern Rail                   | 0,137                             | 0,144                             | 0,143                             | 0,156                             | 0,158                             |
| Reddish North                        | RDN  | Greater Manchester       | Stockport            | Northern Rail                   | 0,081                             | 0,089                             | 0,091                             | 0,098                             | 0,11                              |
| Reddish South                        | RDS  | Greater Manchester       | Stockport            | Northern Rail                   |                                   |                                   | 0                                 | 0                                 | 0                                 |
| Redditch                             | RDC  | Worcestershire           | Redditch             | West Midland Trains             | 0,592                             | 0,631                             | 0,662                             | 0,689                             | 0,84                              |
| Redhill                              | RDH  | Surrey                   | Reigate and Banstead | Southern                        | 2,965                             | 3,172                             | 3,32                              | 3,565                             | 3,571                             |
| Redland                              | RDA  | Bristol                  |                      | Great Western Railway           | 0,05                              | 0,056                             | 0,067                             | 0,061                             | 0,086                             |
| Redruth                              | RED  | Cornwall                 | Kerrier              | Great Western Railway           | 0,219                             | 0,229                             | 0,258                             | 0,278                             | 0,293                             |
| Reedham (Londen)                     | RHM  | Groot-Londen             | Croydon              | Southern                        | 0,181                             | 0,184                             | 0,284                             | 0,308                             | 0,275                             |
| Reedham (Norfolk)                    | REE  | Norfolk                  | Broadland            | National Express East Anglia    | 0,024                             | 0,021                             | 0,024                             | 0,037                             | 0,037                             |
| Reigate                              | REI  | Surrey                   | Reigate and Banstead | Southern                        | 0,799                             | 0,896                             | 0,97                              | 1,231                             | 1,252                             |
| Renton                               | RTN  | West Dunbartonshire      |                      | ScotRail                        | 0,062                             | 0,072                             | 0,071                             | 0,075                             | 0,095                             |
| Retford                              | RET  | Nottinghamshire          | Bassetlaw            | London North Eastern Railway    | 0,298                             | 0,32                              | 0,363                             | 0,358                             | 0,376                             |
| Rhiwbina                             | RHI  | Cardiff                  |                      | Transport for Wales             | 0,027                             | 0,021                             | 0,027                             | 0,027                             | 0,026                             |
| Rhoose Cardiff International Airport | RIA  | Vale of Glamorgan        |                      | Transport for Wales             |                                   | 0,101                             | 0,147                             | 0,166                             | 0,163                             |
| Rhosneigr                            | RHO  | Anglesey                 |                      | Transport for Wales             | 0,013                             | 0,013                             | 0,012                             | 0,013                             | 0,013                             |
| Rhyl                                 | RHL  | Denbighshire             |                      | Transport for Wales             | 0,484                             | 0,473                             | 0,529                             | 0,541                             | 0,578                             |
| Rhymney                              | RHY  | Caerphilly               |                      | Transport for Wales             | 0,204                             | 0,209                             | 0,177                             | 0,183                             | 0,166                             |
| Ribblehead                           | RHD  | North Yorkshire          | Craven               | Northern Rail                   | 0,015                             | 0,015                             | 0,015                             | 0,014                             | 0,017                             |
| Rice Lane                            | RIL  | Merseyside               | Liverpool            | Merseyrail                      | 0,103                             | 0,117                             | 0,118                             | 0,134                             | 0,331                             |
| Richmond (Londen)                    | RMD  | Groot-Londen             | Richmond upon Thames | South West Trains               | 7,4                               | 7,348                             | 6,526                             | 7,157                             | 6,628                             |
| Rickmansworth                        | RIC  | Hertfordshire            | Three Rivers         | London Underground              |                                   |                                   | 0,277                             | 0,203                             | 0,152                             |
| Riddlesdown                          | RDD  | Groot-Londen             | Croydon              | Southern                        | 0,227                             | 0,221                             | 0,334                             | 0,383                             | 0,339                             |
| Ridgmont                             | RID  | Bedfordshire             | Mid Bedfordshire     | West Midland Trains             | 0,028                             | 0,027                             | 0,029                             | 0,029                             | 0,029                             |
| Riding Mill                          | RDM  | Northumberland           | Tynedale             | Northern Rail                   | 0,03                              | 0,032                             | 0,034                             | 0,032                             | 0,034                             |
| Risca and Pontymister                | RCA  | Caerphilly               |                      | Northern Rail                   |                                   |                                   |                                   | 0,022                             | 0,102                             |
| Rishton                              | RIS  | Lancashire               | Hyndburn             | Northern Rail                   | 0,037                             | 0,038                             | 0,044                             | 0,053                             | 0,051                             |
| Robertsbridge                        | RBR  | East Sussex              | Rother               | Southeastern                    | 0,213                             | 0,225                             | 0,237                             | 0,251                             | 0,272                             |
| Roby                                 | ROB  | Merseyside               | Knowsley             | Northern Rail                   | 0,091                             | 0,104                             | 0,103                             | 0,107                             | 0,317                             |
| Rochdale                             | RCD  | Greater Manchester       | Rochdale             | Northern Rail                   | 0,598                             | 0,641                             | 0,652                             | 0,69                              | 0,972                             |
| Roche                                | ROC  | Cornwall                 | Restormel            | Great Western Railway           | 0,001                             | 0,001                             | 0,001                             | 0,001                             | 0,001                             |
| Rochester                            | RTR  | Medway                   |                      | Southeastern                    | 0,687                             | 0,705                             | 0,761                             | 0,853                             | 0,901                             |
| Rochford                             | RFD  | Essex                    | Rochford             | National Express East Anglia    | 0,461                             | 0,513                             | 0,459                             | 0,44                              | 0,463                             |
| Rock Ferry                           | RFY  | Merseyside               | Wirral               | Merseyrail                      | 0,378                             | 0,396                             | 0,371                             | 0,399                             | 1,025                             |
| Rogart                               | ROG  | Highland                 |                      | ScotRail                        | 0,002                             | 0,002                             | 0,001                             | 0,001                             | 0,002                             |
| Rogerstone                           | ROR  | Newport (Wales)          |                      | Transport for Wales             |                                   |                                   |                                   | 0,011                             | 0,071                             |
| Rolleston                            | ROL  | Nottinghamshire          | Newark and Sherwood  | East Midlands Railway           | 0,008                             | 0,008                             | 0,008                             | 0,006                             | 0,007                             |
| Roman Bridge                         | RMB  | Conwy                    |                      | Transport for Wales             | 0                                 | 0                                 | 0                                 | 0                                 | 0                                 |
| Romford                              | RMF  | Groot-Londen             | Havering             | National Express East Anglia    | 5,119                             | 4,824                             | 7,363                             | 8,373                             | 7,31                              |
| Romiley                              | RML  | Greater Manchester       | Stockport            | Northern Rail                   | 0,209                             | 0,215                             | 0,19                              | 0,21                              | 0,249                             |
| Romsey                               | ROM  | Hampshire                | Test Valley          | Great Western Railway           | 0,339                             | 0,349                             | 0,371                             | 0,398                             | 0,416                             |
| Roose                                | ROO  | Cumbria                  | Barrow-in-Furness    | Northern Rail                   | 0,016                             | 0,018                             | 0,014                             | 0,028                             | 0,024                             |
| Rose Grove                           | RSG  | Lancashire               | Burnley              | Northern Rail                   | 0,022                             | 0,024                             | 0,024                             | 0,027                             | 0,027                             |
| Rose Hill                            | RSH  | Greater Manchester       | Stockport            | Northern Rail                   | 0,071                             | 0,073                             | 0,071                             | 0,076                             | 0,09                              |
| Rosyth                               | ROS  | Fife                     |                      | ScotRail                        | 0,189                             | 0,206                             | 0,216                             | 0,237                             | 0,252                             |
| Rotherham Central                    | RMC  | South Yorkshire          | Rotherham            | Northern Rail                   | 0,441                             | 0,442                             | 0,417                             | 0,379                             | 0,65                              |
| Roughton Road                        | RNR  | Norfolk                  | North Norfolk        | National Express East Anglia    | 0,008                             | 0,008                             | 0,01                              | 0,014                             | 0,015                             |
| Rowlands Castle                      | RLN  | Hampshire                | East Hampshire       | South West Trains               | 0,078                             | 0,085                             | 0,082                             | 0,085                             | 0,089                             |
| Rowley Regis                         | ROW  | West Midlands            | Sandwell             | West Midland Trains             | 0,235                             | 0,266                             | 0,296                             | 0,325                             | 0,701                             |
| Roy Bridge                           | RYB  | Highland                 |                      | ScotRail                        | 0,003                             | 0,003                             | 0,004                             | 0,004                             | 0,004                             |
| Roydon                               | RYN  | Essex                    | Epping Forest        | National Express East Anglia    | 0,092                             | 0,09                              | 0,097                             | 0,1                               | 0,111                             |
| Royston                              | RYS  | Hertfordshire            | North Hertfordshire  | Govia Thameslink Railway        | 1,027                             | 1,061                             | 1,079                             | 1,148                             | 1,155                             |
| Ruabon                               | RUA  | Wrexham                  |                      | Transport for Wales             | 0,032                             | 0,04                              | 0,047                             | 0,054                             | 0,062                             |
| Rufford                              | RUF  | Lancashire               | West Lancashire      | Northern Rail                   | 0,017                             | 0,016                             | 0,019                             | 0,019                             | 0,022                             |
| Rugby                                | RUG  | Warwickshire             | Rugby                | Virgin Trains                   | 0,972                             | 1,096                             | 1,155                             | 1,16                              | 1,249                             |
| Rugeley Town                         | RGT  | Staffordshire            | Cannock Chase        | West Midland Trains             | 0,09                              | 0,072                             | 0,08                              | 0,086                             | 0,095                             |
| Rugeley Trent Valley                 | RGL  | Staffordshire            | Lichfield            | West Midland Trains             | 0,008                             | 0,007                             | 0,011                             | 0,012                             | 0,02                              |
| Runcorn                              | RUN  | Halton                   |                      | Virgin Trains                   | 0,316                             | 0,37                              | 0,43                              | 0,442                             | 0,461                             |
| Runcorn East                         | RUE  | Halton                   |                      | Transport for Wales             | 0,109                             | 0,108                             | 0,109                             | 0,12                              | 0,121                             |
| Ruskington                           | RKT  | Lincolnshire             | North Kesteven       | East Midlands Railway           | 0,08                              | 0,098                             | 0,11                              | 0,089                             | 0,092                             |
| Ruswarp                              | RUS  | North Yorkshire          | Scarborough          | Northern Rail                   | 0,003                             | 0,003                             | 0,002                             | 0,003                             | 0,003                             |
| Rutherglen                           | RUT  | South Lanarkshire        |                      | ScotRail                        | 0,423                             | 0,526                             | 0,579                             | 0,614                             | 0,845                             |
| Ryde Esplanade                       | RYD  | Wight                    |                      | South West Trains (Island Line) | 0,453                             | 0,457                             | 0,489                             | 0,443                             | 0,396                             |
| Ryde Pier Head                       | RYP  | Wight                    |                      | South West Trains (Island Line) | 0,121                             | 0,117                             | 0,149                             | 0,194                             | 0,211                             |
| Ryde St John's Road                  | RYR  | Wight                    |                      | South West Trains (Island Line) | 0,161                             | 0,175                             | 0,179                             | 0,179                             | 0,191                             |
| Ryder Brow                           | RRB  | Greater Manchester       | Manchester           | Northern Rail                   | 0,015                             | 0,017                             | 0,017                             | 0,017                             | 0,022                             |
| Rye                                  | RYE  | East Sussex              | Rother               | Southern                        | 0,244                             | 0,261                             | 0,308                             | 0,328                             | 0,339                             |
| Rye House                            | RYH  | Hertfordshire            | Broxbourne           | National Express East Anglia    | 0,313                             | 0,313                             | 0,323                             | 0,336                             | 0,369                             |

A · 
B · 
C · 
D · 
E · 
F · 
G · 
H · 
I · 
J · 
K · 
L · 
M · 
N · 
O · 
P · 
Q · 
R · 
S · 
T · 
U · 
V · 
W · 
X · 
Y · 
Z

Alle stations (sorteerbaar)